# Bestial!
Bestial! (títol original en anglès, Bushwhacked!) és una sèrie de televisió d'aventures infantil australiana que es va emetre per primera vegada a ABC3 el 6 d'octubre de 2012. Bestial! segueix els presentadors en missions de vida salvatge estranyes i de vegades mortals per diferents zones d'Austràlia. S'ha doblat al català pel canal Super3.

## Presentadors
- Kayne Tremills 2012 –
- Kamil Ellis 2014 –
- Brandon Walters 2012